# Centurija
Centurija (latinsko centvria, iz latinskega centum - sto) je bila taktična enota rimske vojske, ki je štela (prvotno samo približno) sto mož. 
Po Marijevih reformah rimske vojske leta 107 pr. n. št. je centurija postala ključna vojaška enota rimske legije. Prvotno je štela sto vojakov, kasneje pa od 60 do (idealnih) 80 vojakov, ki so bili razdeljeni v deset kontubernijev po osem mož. Razliko do sto mož so tvorili različni nevojskujoči se pripadniki vojske, ki so skrbeli za administracijo,  logistiko in druge posle znotraj legije.
Vojaki vsakega kontubernija, so na pohodu bivali v enem šotoru, v stalnem taboru pa na pogradih v enem prostoru barake. Centurije so bile sprva razvrščene v skupine po dve - maniple, kasneje v skupine po šest - kohorte.  
Centuriji je poveljeval centurion, kateremu sta pomagala pribočnik (optio) in narednik (tesserarius). Imela je svoj prapor (signum), ki ga je nosil praporščak (signifer). Vsaka centurija je imela tudi svojega trobentača (buccinator), ki je s trobljenjem na rogu podobno buccino prenašal zvočna povelja.
Na bojišču sta centurion in praporščak stala na skrajni desni strani prve vrste mož, medtem ko je pribočnik stal za zadnjo vrsto legionarjev in preprečeval morebiten umik vojakov in vzdrževal povezavo med strnjenimi vrstami vojakov, ki so bile značilne za rimsko vojsko.
Prva kohorta, v kateri so bili najbolj hrabri možje legije, je bila dvakrat večja od drugih kohort, ker je vseh njenih pet centurij imelo po 160 in ne običajnih 80 mož. Kot celota je štela 800 mož. Centurioni dvojnih centurij v prvi kohorti so se imenovali primi ordinis (centurioni prvega reda). Izjema je bil poveljnik prve centurije prve kohorte, ki se je imenoval primus pilus (prvo kopje).